# Gamma2 Andromedae
Título a ser usado para criar uma ligação interna é Gamma2 Andromedae.
Gamma2 Andromedae (57 Andromedae) é uma estrela tripla na direção da constelação de Andromeda. Possui uma ascensão reta de 02h 03m 54.70s e uma declinação de +42° 19′ 51.0″. Sua magnitude aparente é igual a 4.84.